# Louis Frédéric
Louis Frédéric Nussbaum (ur. 1923 w Paryżu, zm. 1996) – sławny francuski orientalista, specjalizujący się w kulturze Indii, Azji Południowo-Wschodniej i Japonii. Jako autor książek podpisywał się Louis Frédéric.

## Życiorys
Urodził się w 1923 roku w Paryżu. Karierę rozpoczął jako dziennikarz. Po studiach na Sorbonie oraz w Ecole Pratique des Hautes Etudes, poświęcił się studiom nad cywilizacjami Azji. Mieszkał wiele lat w Japonii, był żonaty z Japonką.
Jest autorem wielu książek. Najobszerniejszym jego dziełem jest Encyclopaedia of Asian Civilizations w 10 tomach.

## Wybrane dzieła
- Dictionnaire de la civilisation indienne, Robert Laffont, 1987 (tłumaczenie polskie: Słownik cywilizacji indyjskiej)
- Le Japon: Dictionnaire et civilisation
- Dictionnaire des Arts Martiaux
- Dieux et brahmanes de l’Inde
- Les dieux du bouddhisme: guide iconographique. Paris: Flammarion, 1992.
- Dans les pas du Bouddha Jean Filliozat ; wstęp i fotografie Louis Frédéric (1957)
- Histoire de l’Inde et des Indiens / Louis Frédéric (1996)
- Kangxi: grand kâhn de Chine et Fils du Ciel / Louis Frédéric (1985)
- L’Inde: ses temples, ses sculptures / Louis Frédéric (1959)

## Polskie wydania
- Życie codzienne w Japonii u progu nowoczesności, PIW, 1988
- Życie codzienne w Japonii w epoce samurajów (1185 – 1603), PIW, Warszawa, 1971
- Louis Frédéric: Słownik cywilizacji indyjskiej. Przemysław Piekarski (red. nauk.). Wyd. 1. T. 1-2. Katowice: Wydawnictwo „Książnica”, 1998, seria: Słowniki Encyklopedyczne „Książnicy”. ISBN 83-7132-239-9. Brak numerów stron w książce